# Campeonato da Europa de Atletismo de 2016 - 100 m com barreiras feminino
A prova dos 100 metros com barreiras feminino do Campeonato da Europa de Atletismo de 2016 foi disputada entre os dias 6 e 7 de julho de 2016 no Estádio Olímpico de Amsterdã em Amesterdão,  nos Países Baixos. 

## Recordes
Antes desta competição, os recordes mundiais e do campeonato nesta prova eram os seguintes:
|                       | Nome             | Nacionalidade | Tempo | Local        | Data                 |
| --------------------- | ---------------- | ------------- | ----- | ------------ | -------------------- |
| Recorde mundial       | Yordanka Donkova | Bulgária      | 12s21 | Stara Zagora | 20 de agosto de 1988 |
| Recorde do campeonato | Yordanka Donkova | Bulgária      | 12s38 | Estugarda    | 29 de agosto de 1986 |
| Recorde europeu       | Yordanka Donkova | Bulgária      | 12s21 | Stara Zagora | 20 de agosto de 1988 |

## Medalhistas
| Ouro                | Prata             | Bronze               |
| Cindy Roleder (GER) | Alina Talay (BLR) | Tiffany Porter (GBR) |

## Cronograma
Todos os horários são locais (UTC+2).
| Data       | Hora  | Evento    |
| ---------- | ----- | --------- |
| 6 de julho | 11:40 | Bateria   |
| 7 de julho | 17:10 | Semifinal |
| 7 de julho | 19:40 | Final     |

## Resultados

### Bateria
Qualificação: 2 atletas de cada bateria (Q) mais os 5 melhores qualificados (q).
Vento:
Bateria 1: +1.3 m/s, Bateria 2: +1.8 m/s, Bateria 3: +0.1 m/s, Bateria 4: +0.6 m/s 
| Posição | Bateria | Raia | Atleta                   | Nacionalidade | Tempo | Notas |
| ------- | ------- | ---- | ------------------------ | ------------- | ----- | ----- |
| 1       | 2       | 2    | Elisavet Pesiridou       | Grécia        | 12.98 | Q     |
| 2       | 4       | 6    | Susanna Kallur           | Suécia        | 13.01 | Q     |
| 3       | 4       | 7    | Elvira Herman            | Bielorrússia  | 13.03 | Q,    |
| 4       | 1       | 7    | Giulia Pennella          | Itália        | 13.04 | Q,    |
| 5       | 2       | 6    | Karolina Kołeczek        | Polónia       | 13.06 | Q     |
| 6       | 1       | 4    | Isabelle Pedersen        | Noruega       | 13.07 | Q,    |
| 6       | 3       | 5    | Eefje Boons              | Países Baixos | 13.07 | Q,    |
| 8       | 3       | 3    | Anne Zagré               | Bélgica       | 13.12 | Q     |
| 9       | 1       | 3    | Reetta Hurske            | Finlândia     | 13.16 | q,    |
| 10      | 1       | 6    | Stephanie Bendrat        | Áustria       | 13.17 | q     |
| 11      | 4       | 2    | Marina Tomič             | Eslovênia     | 13.18 | q     |
| 12      | 1       | 2    | Caridad Jerez            | Espanha       | 13.21 | q     |
| 13      | 1       | 5    | Olena Yanovska           | Ucrânia       | 13.23 |       |
| 13      | 3       | 7    | Hanna Plotitsyna         | Ucrânia       | 13.23 | q     |
| 15      | 3       | 8    | Ivana Lončarek           | Croácia       | 13.27 |       |
| 16      | 2       | 8    | Luca Kozák               | Hungria       | 13.30 |       |
| 17      | 2       | 5    | Micol Cattaneo           | Itália        | 13.34 |       |
| 18      | 3       | 2    | Lucy Hatton              | Grã-Bretanha  | 13.37 |       |
| 19      | 4       | 4    | Serita Solomon           | Grã-Bretanha  | 13.39 |       |
| 20      | 2       | 4    | Lucie Koudelová          | Chéquia       | 13.41 |       |
| 20      | 3       | 4    | Anamaria Nesteriuc       | Roménia       | 13.41 |       |
| 22      | 2       | 3    | Eva Wimberger            | Áustria       | 13.43 |       |
| 23      | 3       | 6    | Lilla Juhász             | Hungria       | 13.51 |       |
| 23      | 4       | 3    | Laura Ikauniece-Admidiņa | Letônia       | 13.51 |       |
| 25      | 4       | 5    | Gréta Kerekes            | Hungria       | 13.54 |       |
| 26      | 2       | 7    | Elin Westerlund          | Suécia        | DNF   |       |
| 27      | 4       | 8    | Beate Schrott            | Áustria       | DNS   |       |

### Semifinal
Qualificação: 2 atletas de cada bateria  (Q) mais os  2 melhores qualificados (q). 
Vento:
Bateria 1: +0.1 m/s, Bateria 2: -1.1 m/s, Bateria 3: -0.5 m/s 
| Posição | Bateria | Raia | Atleta                  | Nacionalidade | Tempo | Notas                |
| ------- | ------- | ---- | ----------------------- | ------------- | ----- | -------------------- |
| 1       | 1       | 4    | Alina Talay*            | Bielorrússia  | 12.76 | Q                    |
| 1       | 1       | 6    | Cindy Roleder*          | Alemanha      | 12.76 | Q,                   |
| 3       | 1       | 7    | Anne Zagré              | Bélgica       | 12.89 | q,                   |
| 4       | 2       | 6    | Clélia Rard-Reuse*      | Suíça         | 12.90 | Q                    |
| 5       | 1       | 3    | Cindy Billaud*          | França        | 12.91 | q                    |
| 6       | 2       | 8    | Elisavet Pesiridou      | Grécia        | 12.95 | Q                    |
| 7       | 2       | 3    | Nadine Hildebrand*      | Alemanha      | 12.95 |                      |
| 8       | 1       | 5    | Susanna Kallur          | Suécia        | 12.96 |                      |
| 9       | 2       | 4    | Sandra Gomis*           | França        | 12.97 |                      |
| 9       | 3       | 4    | Tiffany Porter*         | Grã-Bretanha  | 12.97 | Q                    |
| 11      | 1       | 8    | Hanna Plotitsyna        | Ucrânia       | 13.02 | Recorde da temporada |
| 11      | 3       | 5    | Pamela Dutkiewicz*      | Alemanha      | 13.02 | Q                    |
| 13      | 2       | 5    | Katsiaryna Paplauskaya* | Bielorrússia  | 13.04 |                      |
| 14      | 3       | 3    | Nooralotta Neziri*      | Finlândia     | 13.05 |                      |
| 15      | 3       | 8    | Karolina Kołeczek       | Polónia       | 13.09 |                      |
| 16      | 3       | 7    | Elvira Herman           | Bielorrússia  | 13.18 |                      |
| 17      | 2       | 2    | Isabelle Pedersen       | Noruega       | 13.20 |                      |
| 18      | 3       | 6    | Nadine Visser*          | Países Baixos | 13.25 |                      |
| 19      | 1       | 2    | Eefje Boons             | Países Baixos | 13.26 |                      |
| 20      | 3       | 2    | Marina Tomič            | Eslovênia     | 13.32 |                      |
| 21      | 1       | 1    | Reetta Hurske           | Finlândia     | 13.40 |                      |
| 22      | 3       | 1    | Giulia Pennella         | Itália        | 13.55 |                      |
| 23      | 2       | 1    | Stephanie Bendrat       | Áustria       | 14.00 |                      |
| 24      | 2       | 7    | Caridad Jerez           | Espanha       | DSQ   | R162.7               |

*Atletas que entraram direto nas  semifinais

### Final
Vento: -0.7 m/s 
| Posição           | Raia | Atleta             | Nacionalidade | Tempo | Notas |
| ----------------- | ---- | ------------------ | ------------- | ----- | ----- |
| Medalha de ouro   | 7    | Cindy Roleder      | Alemanha      | 12.62 | EL    |
| Medalha de prata  | 5    | Alina Talay        | Bielorrússia  | 12.68 |       |
| Medalha de bronze | 4    | Tiffany Porter     | Grã-Bretanha  | 12.76 |       |
| 4                 | 6    | Clélia Rard-Reuse  | Suíça         | 12.96 |       |
| 5                 | 2    | Anne Zagré         | Bélgica       | 12.97 |       |
| 6                 | 8    | Elisavet Pesiridou | Grécia        | 13.05 |       |
| 7                 | 3    | Cindy Billaud      | França        | 13.29 |       |
| 8                 | 9    | Pamela Dutkiewicz  | Alemanha      | DNF   |       |

Legenda
| Recorde mundial       | Recorde mundial (World record)               |                       | Recorde africano                      | Recorde africano (African) |                                           | Q | Classificado por posição (Qualified) |
| Recorde do campeonato | Recorde do campeonato (Championship record)  | Recorde da América    | Recorde da América (Americas)         | q                          | Classificado por melhor tempo (Qualified) |   |                                      |
| Melhor marca do ano   | Melhor marca do ano (World leading)          | Recorde asiático      | Recorde asiático (Asian)              | DNS                        | Não largou (Did not start)                |   |                                      |
| Recorde nacional      | Recorde nacional (National record)           | Recorde europeu       | Recorde europeu (European)            | DNF                        | Não terminou (Did not finish)             |   |                                      |
| Recorde pessoal       | Recorde pessoal do atleta (Personal best)    | Recorde da Oceania    | Recorde da Oceania (Oceania)          | DSQ / DQ                   | Desclassificado (Disqualified)            |   |                                      |
| Recorde da temporada  | Recorde da temporada do atleta (Season best) | Recorde sul-americano | Recorde sul-americano (South America) | NM                         | Sem marca (No mark)                       |   |                                      |